# Coenotephria rastremata
Coenotephria rastremata är en fjärilsart som beskrevs av Treitschke och Krüger 1936. Coenotephria rastremata ingår i släktet Coenotephria och familjen mätare. Inga underarter finns listade i Catalogue of Life.